# Psorophora cilipes
Psorophora cilipes är en tvåvingeart som först beskrevs av Fabricius 1805.  Psorophora cilipes ingår i släktet Psorophora och familjen stickmyggor. Inga underarter finns listade i Catalogue of Life.